# Thames folyó menti csata
A Thames folyó menti csata, amely az angol és kanadai elnevezésből moraviantowni csataként is ismert, 1813. október 5-én zajlott le az Erie-tó kanadai oldalán az egyesült brit és indián erők, valamint az amerikai hadsereg között az 1812-es brit–amerikai háborúban.

## Előzmények
A háború az amerikaiak 1812. június 18-ai hadüzenetével indult. Az Egyesült Államok formálisan azért fordult Anglia ellen, mert a Bonaparte Napóleon ellen bevezetett blokád érintette az európai vizekre érkező amerikai kereskedelmi hajókat is. Az angolok a blokád megsértésének ürügyével 250 amerikai hajót foglaltak le, és több ezer matrózt soroztak be azokról a brit flottába. A fő ok azonban az volt, hogy az amerikaiak ki akarták szorítani a briteket a kanadai területekről.

### Közvetlen előzmények
1813. január 22-én az amerikaiak megütköztek az egyesült angol-indián csapatokkal Frenchtownnál. A harc a Raisin folyó mellett zajlott, amelyről a csata későbbi amerikai nevét - Raisin folyói mészárlás - kapta. A név onnan ered, hogy az angol parancsnok, Henry Proctor ezredes ígérete ellenére az indiánok legyilkolták a sebesült amerikai katonákat. Az öldöklés élénken élt azoknak az emlékezetében, akiknek sikerült elmenekülniük a csatatérről. Sokan közülük ismét csatasorba álltak az általuk csak Mészáros néven emlegetett Proctor ellen Moraviantownnál.
William Henry Harrison tábornok, későbbi amerikai elnök nagyjából egy héttel a mészárlás után érkezett a csata helyszínére, majd a Maumee folyó mellett megépítette a Meigs-erődöt. Az erődítményt május 1-jén megostromolták az angol és indián csapatok, majd 5-én egy sikertelen amerikai kitörés után körülbelül 600 foglyot ejtettek. Júliusban Proctor visszatért a Malden-erődbe.
Szeptember 10-én az Oliver Hazard Perry irányította amerikai flotta legyőzte az angolokat az Erie-tavi csatában, amellyel az Egyesült Államok komoly lépést tett a Nagy-tavak és környékük ellenőrzése felé. Ez a győzelem megnyitotta az utat Harrison előtt Kanadába.

## Az ütközet

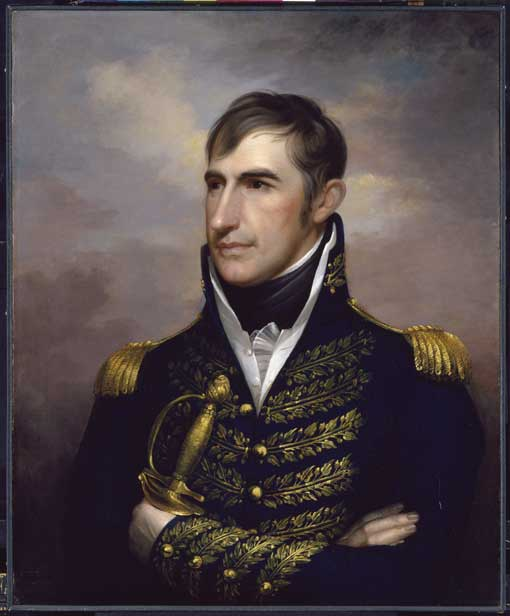
William Henry Harrison, a leendő elnök

### Előkészület
Harrison nagyjából 3700-4000 hivatásos és önkéntes katonával indult észak felé. A britek szeptember 18-án kiürítették Detroitot, majd 24-én a Malden-erődöt, és a Thames folyó mentén észak felé vonultak vissza. Proctor lassan hátrált az amerikaiak elől, de elmulasztotta a hidakat és egyéb átkelőhelyeket lerombolni, amivel jelentősen segítette Harrisonék előrenyomulását.
Tecumseh, a 800-900 brit katonát 500 indiánnal erősítő főnök azt javasolta Proctor ezredesnek, hogy Moraviantow közelében ütközzenek meg az amerikaiakkal. Tecumseh minél hamarabb fel akarta venni a harcot az amerikaiakkal, egyrészt mert emberei csatára vágytak, másrészt féltette a Detroittól nyugatra élő őslakosokat.
A helyszínt Proctor választotta ki: bal szárnya a magas partfalú folyóra támaszkodott, a jobb oldala pedig egy lápra. E kettő között egy 180-270 méter széles ingovány is volt. A területet erdő borította. Proctor úgy tervezte, hogy csapdába csalja Harrisont, azzal, hogy ágyúzással lekényszeríti az amerikaiakat az útról az ingoványba.

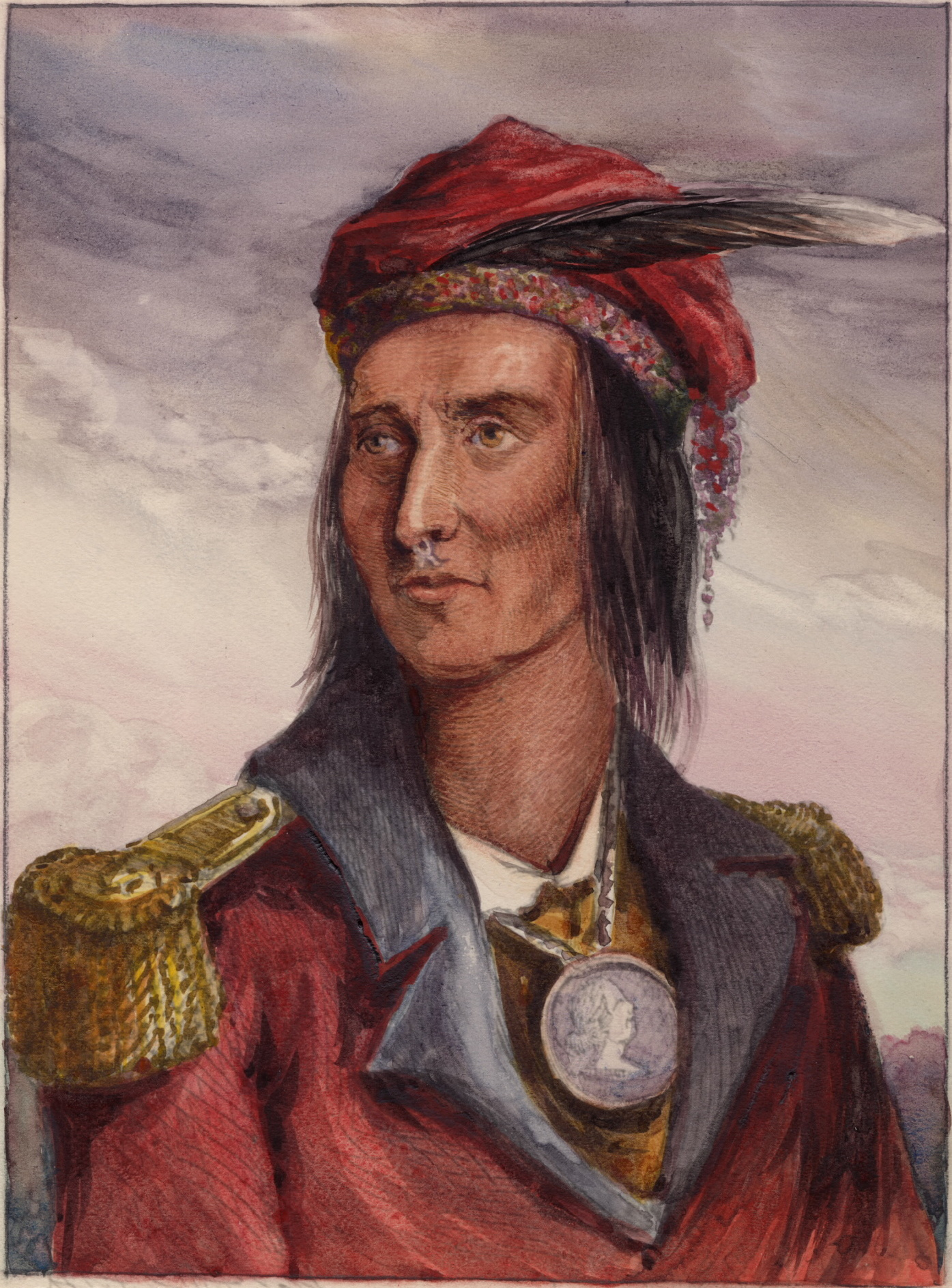
Tecumseh, az indiánok vezére

### A csata
Október 5-én délután az amerikaiak megkezdték a csatát. Harrison jobb szárnyán a lovasok voltak, bal szárnyán Isaac Shelby vezérőrnagy gyalogosai. Az amerikaiak "Emlékezz Raisinre!" felkiáltással indultak harcba. Mivel az ágyúzás elmaradt, a lovasok, majd a gyalogosok belegázoltak az angol vonalakba, és a nagy számbeli fölény alig negyedóra alatt eldöntötte a csatát.
Az angolok menekülni kezdtek, vagy megadták magukat: 477-en fogságba estek, ötvennek azonban, köztük Proctornak, sikerült megszöknie a csatatérről. Az ezredest gyávasága miatt később bíróság elé állították. A másik oldalon az indiánok keményen küzdöttek, véres kézitusa alakult ki a fák között, és nagyjából egy órán át harcoltak. A vérontásnak Tecumseh halálával lett vége, mivel az indiánok, vezetőjük elvesztése után, szétszéledtek. A harc során 15 amerikai meghalt, 30 megsebesült. A briteknek 18 halottjuk és 22 sebesültjük volt, az indiánok közül pedig 33-an estek el.
A csata fontos eredményt hozott az amerikaiak számára. Tecumseh már a korai 1800-as évektől próbált összefogást teremteni a különböző indián törzsek között a terjeszkedő amerikaiakkal szemben. Az indián vezető halálával az őslakosok elvesztették erős vezetőjüket, ami hozzájárult ahhoz, hogy a következő évtizedekben egyre nagyobb területeket vehessenek el tőlük az amerikaiak. A győzelemmel az Egyesült Államoknak sikerült biztosítania a stratégiai fontosságú északnyugati határt egy esetleges angol-indián támadás ellen.

## Érdekességek
- Tecumseh a csata előtti éjszakán megjósolta, hogy nem éli túl az ütközetet. A kardját, amelyet a britektől kapott, átadta egy másik indiánnak, hogy juttassa el a fiához.
- Az amerikaiak között harcolt William Whitley is, aki az első téglaházat építette Kentuckyban. Whitley 64 évesen jelentkezett önkéntesnek, és az indián főnökhöz hasonlóan ő is megérezte halálát. Évekkel később rokonai azt állították, hogy ő ölte meg harc közben Tecumsehet.
- Egy másik legenda szerint Richard Mentor Johnson ezredes gyilkolta meg az indián főnököt, habár maga ezt nem állította. Johnson öt sebet kapott harc közben, de sikerült hátravergődnie a tábori sebészhez. Ott egy takaróba burkolva feküdt a földön, amikor ezt mondta egy őrnagynak: "Barry, nem fogok meghalni. Majdnem darabokra vágtak, de azt hiszem, a létfontosságú szerveim megúszták." Johnson valóban túlélte a csatát, és később az Egyesült Államok alelnöke lett.[1]